# Shanice van de Sanden
Shanice Janice van de Sanden (Utrecht, 2 oktober 1992) is een Nederlands voetbalster van Surinaamse afkomst. Ze speelt als aanvalster en staat bekend om haar snelheid.

## Clubcarrière
Shanice van de Sanden begon haar carrière bij VVIJ uit IJsselstein, de plaats waar Van de Sanden opgroeide. In seizoen 2008/09 werd Van de Sanden van het jongenselftal B1 van SV Saestum overgeheveld naar het vrouwenelftal van de club. Het duurde niet lang voordat FC Utrecht, de Eredivisieclub waar SV Saestum een samenwerkingsverband mee heeft, haar opnam in de eigen selectie.
Na twee seizoenen FC Utrecht maakte Van de Sanden de overstap naar sc Heerenveen. Bij Utrecht speelde ze in totaal dertig competitieduels en maakte daarin vier doelpunten. Na een jaar veranderde ze wederom van club. Ditmaal vertrok ze naar FC Twente. In haar eerste seizoen bij de club speelde Van de Sanden zeventien competitieduels en maakte drie doelpunten.
Met FC Twente werd ze in het seizoen 2012/13 landskampioen en won ze de in 2012 opgerichte Belgisch-Nederlandse competitie Women's BeNe League. Deze successen werden in het seizoen 2013/14 herhaald. In het seizoen 2014/15 prolongeerde ze met FC Twente opnieuw de Nederlandse landstitel. Standard Luik won dat seizoen de laatste editie van de tweelandencompetitie. FC Twente won naast de landstitel ook de KNVB beker door in de finale Ajax met 3–2 te verslaan. Van de Sanden maakte in deze wedstrijd een doelpunt. Na afloop van dit seizoen verlengde ze haar contract bij FC Twente tot de zomer van 2016.
In 2016 werd Van de Sanden gecontracteerd door Liverpool.
Na twee seizoenen Liverpool vertrok Van de Sanden op 29 augustus 2017 transfervrij naar Olympique Lyonnais. Met deze club won zij op 24 mei 2018 de UEFA Women's Champions League, na 4–1 winst op VfL Wolfsburg na verlenging. Van de Sanden viel in de vijfde minuut van de verlenging in, bij een 1–0 achterstand. Vervolgens was ze met drie assists (bij de 1–2, 1–3 en 1–4) beslissend. Ook in 2019 won ze met Lyon de UEFA Women's Champions League, door FC Barcelona met 4–1 te verslaan. Ze blonk uit met de assist op de 1–0 en de 2–0. Datzelfde seizoen won ze zowel het landskampioenschap als de nationale beker. In 2020 wist Van de Sanden met Olympique Lyonnais voor de derde keer op rij de UEFA Women's Champions League te winnen, door VfL Wolfsburg met 1–3 te verslaan.
In september 2020 tekende Van de Sanden een tweejarig contract bij VfL Wolfsburg. Van de Sanden ondertekende in de zomer van 2022 een contract bij Liverpool.

## Interlandcarrière
Onder bondscoach Vera Pauw debuteerde Van de Sanden op 16-jarige leeftijd in het Nederlands elftal. Op 14 december 2008 maakte ze haar eerste minuten in het hoogste Oranje-elftal tegen Frankrijk. Haar eerste doelpunt maakte ze in maart van 2009 in het toernooi om de Cyprus Women's Cup. In het duel om de vijfde plaats scoorde ze tegen Zuid-Afrika de 4–0. Het duel eindigde in een 5–0 overwinning. In de zomer van 2009 nam Van de Sanden met het Nederlands elftal deel aan het Europees kampioenschap. Ze kwam alleen de laatste wedstrijd in actie. In de verlenging van de halve finale tegen Engeland viel ze vlak voor tijd in voor Karin Stevens.
Van de Sanden viel drie jaar lang buiten de boot voor Oranje, maar in september 2013 maakte ze onder bondscoach Roger Reijners haar rentree in een WK-kwalificatiewedstrijd tegen Albanië. In september 2014 moest ze door een blessure afhaken voor play-offwedstrijden tegen Schotland en werd ze vervangen door Jill Roord.
Ze werd door Reijners opgenomen in de voorlopige selectie voor het wereldkampioenschap in 2015. Aanvankelijk viel ze af voor de definitieve selectie, maar ze werd eind mei opgeroepen als vervanger van Claudia van den Heiligenberg, die vanwege een knieblessure moest afhaken. Voorafgaand aan het toernooi, waar Nederland voor het eerst aan deelnam, speelde het Nederlands elftal een oefenwedstrijd tegen Zweden. In deze met 1–2 verloren wedstrijd kwam Van de Sanden in de tweede helft in actie. In de eerste WK-wedstrijd van Oranje, die met 1–0 van Nieuw-Zeeland werd gewonnen, viel Van de Sanden acht minuten voor tijd in voor Vivianne Miedema. In de rest van het toernooi kwam ze niet meer in actie. In juli 2017 werd Van de Sanden opgenomen in de Nederlandse selectie voor het Europees kampioenschap in eigen land. Tijdens de openingswedstrijd van het toernooi maakte ze het enige doelpunt in de gewonnen wedstrijd tegen Noorwegen. In de groepsfase speelde Van de Sanden driemaal als basisspeler, in de aanval samen met Lieke Martens en spits Vivianne Miedema. Ze won met het Nederlands vrouwenelftal het toernooi door Denemarken in de finale in Enschede te verslaan (4–2).
| Interlandgoals | Interlandgoals    | Interlandgoals                                         | Interlandgoals   | Interlandgoals | Interlandgoals | Interlandgoals       |
| -------------- | ----------------- | ------------------------------------------------------ | ---------------- | -------------- | -------------- | -------------------- |
|                |                   |                                                        |                  |                |                |                      |
| Goal           | Datum             | Locatie                                                | Tegenstander     | Score          | Uitslag        | Competitie           |
| 1.             | 12 maart 2009     | GSP Stadium, Nicosia, Cyprus                           | Zuid-Afrika      | 4–0            | 5–0            | Cyprus Cup 2009      |
| 2.             | 13 juli 2009      | Olympisch Stadion, Amsterdam, Nederland                | Zuid-Afrika      | 3–2            | 3–2            | Four Nations Cup     |
| 3.             | 20 mei 2015       | Sparta Stadion, Rotterdam, Nederland                   | Estland          | 5–0            | 7–0            | Vriendschappelijk    |
| 4.             | 22 januari 2016   | Limak Arcadia Atlantis Football Center, Belek, Turkije | Denemarken       | 2–0            | 2–0            | Vriendschappelijk    |
| 5.             | 2 maart 2016      | Kyocera Stadion, Den Haag, Nederland                   | Zwitserland      | 4–1            | 4–3            | OS-kwalificatie 2016 |
| 6.             | 7 april 2016      | Telstar Stadion, Velsen-Zuid, Nederland                | Nieuw-Zeeland    | 1–0            | 2–0            | Vriendschappelijk    |
| 7.             | 7 april 2016      | Telstar Stadion, Velsen-Zuid, Nederland                | Nieuw-Zeeland    | 2–0            | 2–0            | Vriendschappelijk    |
| 8.             | 17 september 2016 | Georgia Dome, Atlanta, Verenigde Staten                | Verenigde Staten | 1–0            | 1–3            | Vriendschappelijk    |
| 9.             | 20 oktober 2016   | Tony Macaroni Arena, Livingston, Schotland             | Schotland        | 6–0            | 7–0            | Vriendschappelijk    |
| 10.            | 16 juli 2017      | Stadion Galgenwaard, Utrecht, Nederland                | Noorwegen        | 1–0            | 1–0            | EK 2017              |
| 11.            | 28 februari 2018  | Bela Vista Municipal Stadium, Parchal, Portugal        | Japan            | 4–0            | 6–2            | Algarve Cup 2018     |
| 12.            | 6 april 2018      | Philips Stadion, Eindhoven, Nederland                  | Noord-Ierland    | 5–0            | 7–0            | WK-kwalificatie 2019 |
| 13.            | 8 juni 2018       | Shamrock Park, Portadown, Noord-Ierland                | Noord-Ierland    | 3–0            | 5–0            | WK-kwalificatie 2019 |
| 14.            | 5 september 2018  | Rat Verlegh Stadion, Breda, Nederland                  | Denemarken       | 2–0            | 2–0            | WK-kwalificatie 2019 |
| 15.            | 9 april 2019      | AFAS Stadion, Alkmaar, Nederland                       | Chili            | 6-0            | 7-0            | Vriendschappelijk    |
| 16.            | 1 juni 2019       | Philips Stadion, Eindhoven, Nederland                  | Australië        | 1-0            | 3-0            | Vriendschappelijk    |
| 17.            | 1 juni 2019       | Philips Stadion, Eindhoven, Nederland                  | Australië        | 3-0            | 3-0            | Vriendschappelijk    |
| 18.            | 8 November 2019   | Doganlar Stadium, Iktar, Turkey                        | Turkije          | 1–0            | 8–0            | EK-kwalificatie 2021 |

## Privé
Van de Sanden heeft een relatie en is moeder van een dochter.

## Statistieken
| Seizoen        | Club               | Land           | Competitie     | Competitie | Competitie | Beker | Beker | Internationaal | Internationaal | Totaal | Totaal |
| Seizoen        | Club               | Land           | Competitie     | Wed.       | Dlp.       | Wed.  | Dlp.  | Wed.           | Dlp.           | Wed.   | Dlp.   |
| -------------- | ------------------ | -------------- | -------------- | ---------- | ---------- | ----- | ----- | -------------- | -------------- | ------ | ------ |
| 2008/09        | FC Utrecht         | Nederland      | Eredivisie     | 15         | 4          | -     | -     | -              | -              | 15     | 4      |
| 2009/10        | FC Utrecht         | Nederland      | Eredivisie     | 15         | 1          | -     | -     | -              | -              | 15     | 1      |
| 2010/11        | sc Heerenveen      | Nederland      | Eredivisie     | 21         | 8          | -     | -     | -              | -              | 21     | 8      |
| 2011/12        | FC Twente          | Nederland      | Eredivisie     | 17         | 3          | -     | -     | 2              | 0              | 19     | 3      |
| 2012/13        | FC Twente          | Nederland      | BeNe League    | 25         | 4          | -     | -     | -              | -              | 25     | 4      |
| 2013/14        | FC Twente          | Nederland      | BeNe League    | 25         | 11         | -     | -     | 4              | 1              | 29     | 12     |
| 2014/15        | FC Twente          | Nederland      | BeNe League    | 24         | 6          | -     | -     | 2              | 0              | 26     | 6      |
| 2015/16        | FC Twente          | Nederland      | Eredivisie     | 12         | 8          | -     | -     | 7              | 2              | 19     | 10     |
| 2016           | Liverpool LFC      | Engeland       | WSL            | 16         | 3          | 2     | 0     | -              | -              | 18     | 3      |
| 2017           | Liverpool LFC      | Engeland       | WSL            | 7          | 0          | 3     | 1     | -              | -              | 10     | 1      |
| 2017/18        | Olympique Lyonnais | Frankrijk      | Division 1     | 16         | 2          | 2     | 0     | 5              | 0              | 23     | 2      |
| 2018/19        | Olympique Lyonnais | Frankrijk      | Division 1     | 19         | 7          | 5     | 1     | 9              | 0              | 31     | 8      |
| 2019/20        | Olympique Lyonnais | Frankrijk      | Division 1     | 11         | 2          | 2     | 0     | 5              | 0              | 16     | 2      |
| 2020/21        | Olympique Lyonnais | Frankrijk      | Division 1     | 1          | 0          | -     | -     | -              | -              | 1      | 0      |
| 2020/21        | VfL Wolfsburg      | Duitsland      | Bundesliga     | 15         | 2          | 2     | 1     | 2              | 1              | 19     | 4      |
| 2021/22        | VfL Wolfsburg      | Duitsland      | Bundesliga     | 10         | 2          | 1     | 0     | 4              | 0              | 15     | 2      |
| 2022/23        | Liverpool LFC      | Engeland       | WSL            | 14         | 1          | 1     | 0     | -              | -              | 15     | 1      |
| 2023/24        | Liverpool LFC      | Engeland       | WSL            | 10         | 1          | 4     | 0     | -              | -              | 14     | 1      |
| Carrière total | Carrière total     | Carrière total | Carrière total | 273        | 65         | 22    | 1     | 40             | 4              | 331    | 72     |

Bijgewerkt tot 18 april 2024.

## Erelijst
| Competitie                    | Aantal     | Jaren                              |
| FC Utrecht                    | FC Utrecht | FC Utrecht                         |
| ----------------------------- | ---------- | ---------------------------------- |
| KNVB beker                    | 1          | 2009/10                            |
| FC Twente                     |            |                                    |
| Women's BeNe League           | 2          | 2012/13, 2013/14                   |
| Eredivisie                    | 4          | 2012/13, 2013/14, 2014/15, 2015/16 |
| KNVB beker                    | 1          | 2014/15                            |
| Olympique Lyonnais            |            |                                    |
| UEFA Women's Champions League | 3          | 2017/18, 2018/19, 2019/20          |
| Division 1 Féminine           | 3          | 2017/18, 2018/19, 2019/20          |
| Coupe de France Féminine      | 2          | 2018/19, 2019/20                   |
| Trophée des Championnes       | 1          | 2019                               |

| Competitie             | Winnaar   | Winnaar   | Runner-up | Runner-up | Derde     | Derde     |
| Competitie             | Aantal    | Jaren     | Aantal    | Jaren     | Aantal    | Jaren     |
| Nederland              | Nederland | Nederland | Nederland | Nederland | Nederland | Nederland |
| ---------------------- | --------- | --------- | --------- | --------- | --------- | --------- |
| Europees kampioenschap | 1         | 2017      |           |           |           |           |
| Algarve Cup            | 1         | 2018      |           |           |           |           |
| Wereldkampioenschap    |           |           | 1         | 2019      |           |           |

1: Van Veenendaal ·
2: Van Lunteren ·
3: Van der Gragt ·
4: Van Dongen ·
5: Van Es ·
6: Dekker ·
7: Van de Sanden ·
8: Spitse ·
9: Miedema ·
10: Van de Donk ·
11: Martens · 12: Pelova · 13: R. Jansen · 14: Groenen · 15: Kaagman · 16: Kop · 17: E. Jansen · 18: Kerkdijk · 19: Roord · 20: Bloodworth · 21: Beerensteyn · 22: Van der Most · 23: Geurts · Coach: Wiegman
1: Van Veenendaal ·
2: Van Lunteren ·
3: Van der Gragt ·
4: Van den Berg ·
5: Van Es ·
6: Dekker ·
7: Van de Sanden ·
8: Spitse ·
9: Miedema ·
10: Van de Donk ·
11: Martens · 12: Roord · 13: Jansen · 14: Groenen · 15: Folkertsma · 16: Christ · 17: Zeeman · 18: Lewerissa · 19: Van den Bulk · 20: Janssen · 21: Beerensteyn · 22: Van der Most · 23: Geurts · Coach: Wiegman
1 Geurts ·
2 Van Lunteren ·
3 Van der Gragt ·
4 Van den Berg ·
5 Hogewoning ·
6 Dekker ·
7 Melis ·
8 Spitse ·
9 Miedema ·
10 Van de Donk ·
11 Martens ·
12 Bito ·
13 Janssen ·
14 Hoogendijk ·
15 Van Dongen ·
16 Van Veenendaal ·
17 Middag ·
18 Van Erp ·
19 Van de Ven ·
20 Roord ·
21 Lewerissa ·
22 Van de Sanden ·
23 Christ ·
Coach: Reijners
1: Geurts ·
2: Bito ·
3: Koster ·
4: Meulen ·
5: Hogewoning ·
6: Hoogendijk ·
7: Kiesel-Griffioen ·
8: Van de Ven ·
9: Melis ·
10: Stevens ·
11: Smit · 12: Brummel · 13: Christ · 14: De Boer · 15: Van den Heiligenberg · 16: Dugardein · 17: Spitse · 18: De Vries · 19: Pieëte · 20: Van Dalen · 21: De Ridder · 22: Van de Sanden · Coach: Pauw